# SN 2000fx
SN 2000fx – supernowa typu Ia odkryta 1 grudnia 2000 roku w galaktyce A101800-0001. W momencie odkrycia miała maksymalną jasność 18,70m.